# Gyula László

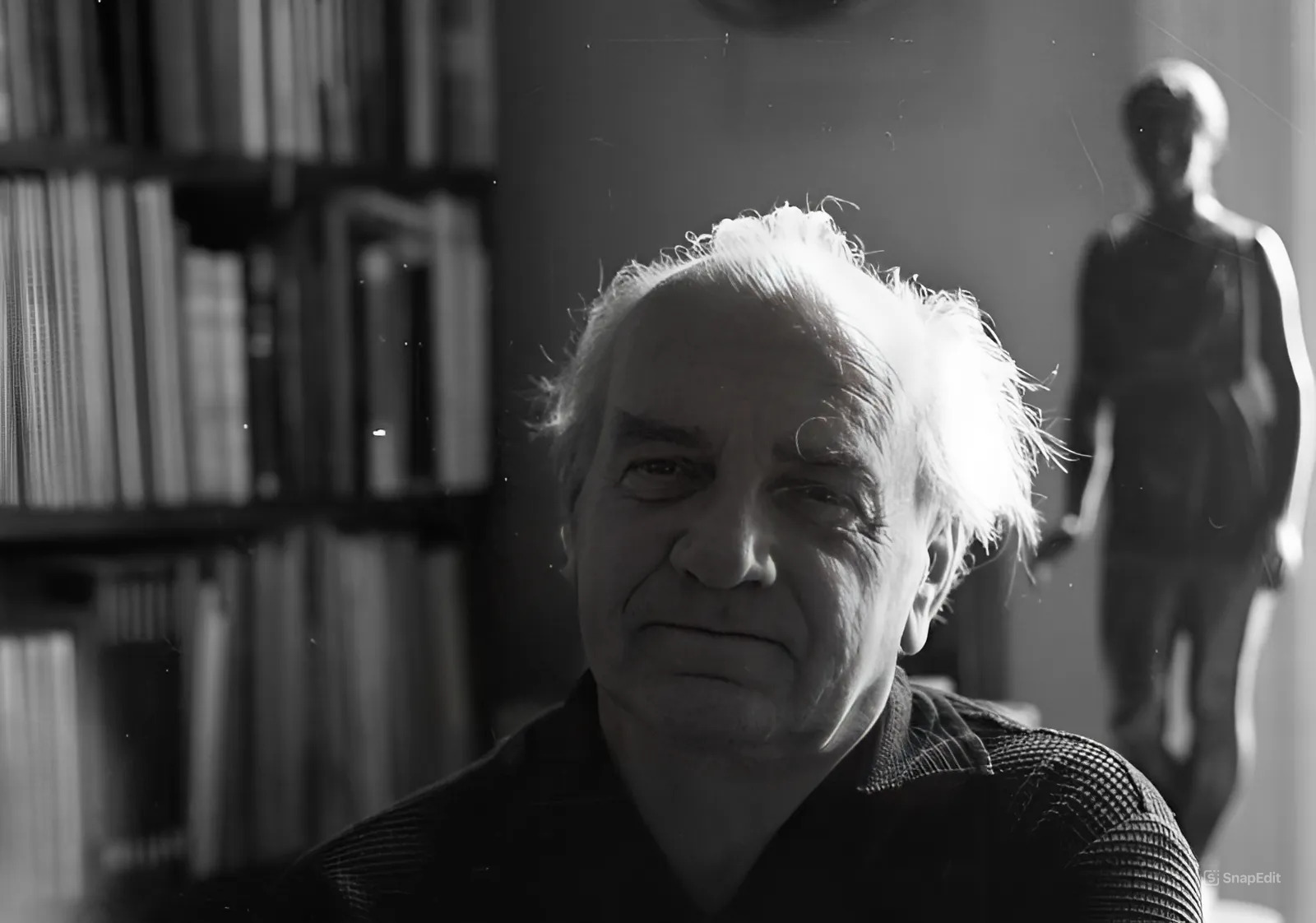
Gyula László

Gyula László (Rupea, 14 marzo 1910 – Oradea, 17 giugno 1998) è stato uno storico, archeologo e artista ungherese.

## Biografia
Grande archeologo, storico, artista e docente universitario ungherese, Gyula Laszlo nasce a Kőhalom, oggi Romania col nome di Rupea, Distretto di Brașov, nel 1910. Dopo gli studi elementari a Kőhalom e Kolozsvár, prende la maturità nel 1928 a Budapest. Nel 1933
finisce l'Accademia di Belle Arti di Budapest, dove studiò storia dell'arte, etnologia, ungherese, geografia, archeologia da insegnanti del calibro di Gyula Rudnay, István Réti, István Csók, Oszkár Glatz, Károly Lyka.
Nel 1935 si laurea anche alla facoltà di Lettere e Filosofia dell'Università Loránd Eötvös.
Durante gli anni universitari lavora al Hopp Ferenc Múzeum e al  Nemzeti Múzeum, il Museo nazionale ungherese di Budapest, per il quale svolse attività di insegnamento e poi direttore della sezione di medievistica.
Ebbe modo di studiare anche a Londra, Roma, Parigi e Firenze.
Nel 1938, con una borsa di studio Harriseion, poté recarsi a studiare in Grecia storia dell'arte greca e bizantina. Tra 1940 e 1949 fu docente universitario a Kolozsvár. Nella terra dei Székely condusse studi sui canti popolari, i cippi sepolcrali in legno, arredo popolare, eseguendo anche molti disegni e dipinti. Di lui rimangono 600 ritratti e dipinti di amici e coevi. Fu abile anche nella realizzazione di sculture in bronzo, pietra, legno, terracotta.
Costretto a lasciare la sua Transilvania, tornò a Budapest, per lavorare al Museo Nazionale e all'Università, dove insegnò tra 1957 e 1980, divenendo professore e direttore di dipartimento.
Tra i suoi più importi contributi allo studio della storia e della cultura ungherese si ricorda l'elaborazione della teoria della "doppia conquista della patria", elaborata dagli anni '60 e imperniata sull'idea che gli ungheresi sarebbero giunti nell'Europa danubiana in due momenti, nel VII secolo e nel IX secolo.
Andato il pensione nel 1980, dopo la fine del regime nazional-comunista di Nicolae Ceaușescu, ritorna nella sua amata Transilvania.
Muore a Granvaradino, oggi Romania, il 17 giugno del 1998.

## Premi e riconoscimenti ungheresi
- 1988, Premio Fitz József
- 1991, Premio Széchenyi
- 1993, Premio Luigi il Grande
- 1993, Premio Budapest
- Insegnante modello (Kiváló tanár)
- Medaglia d'oro al valor del lavoro (Munka Érdemrend arany fokozata)
- Ordine della Stella con ghirlanda d'oro (Aranykoszorús csillagrend)
- Cittadino onorario del V quartiere dei Budapest

## Premi e riconoscimenti non ungheresi
- Cavaliere dell'Ordine Cavalleresco del Leone di Finlandia

## Opere
- A honfoglaló magyarok művészete Erdélyben. Kolozsvár, 1943 (Arte degli ungheresi della conquista in Transilvania)
- A honfoglaló magyar nép élete. Kolozsvár, 1944 (Via del popolo ungherese ai tempi della conquista della patria)
- A népvándorlás lovasnépeinek ősvallása. Budapest, 1946 (La religione dei popoli nomadi ai tempi della migrazione dei popoli)
- Hunor és Magyar nyomában. Budapest, 1967 (Sulle tracce di Hunor e Magyar)
- Az ősember muvészete. Budapest, 1968 (L'arte dell'uomo preistorico)
- A népvándorláskor művészete Magyarországon. Budapest, 1970 (L'arte dell'epoca delle migrazioni in Ungheria)
- A honfoglalókról. Diószegi Vilmos emlékének. Budapest, 1973 (Sui conquistatori della patria. In memoria di V.D.)
- Vértesszőlőstől Pusztaszerig. Élet a Kárpát-medencében a magyar államalapításig. Budapest, 1974 (Da V. a P. Vita nel bacino dei Carpazi al tempo della formazione dello Stato ungherese)
- Régészeti tanulmányok. Budapest, 1977 (Studi archeologici)
- A nagyszentmiklósi kincs. (Társszerző.) Budapest, 1977 (Il tesoro di Sânnicolau Mare)
- Művészetről, művészekről. Írások a képzőművészetről. Budapest, 1978 (Sull'arte, sugli artisti)
- A "kettős honfoglalás". Budapest, 1978 (La doppia conquista della patria)
- Emlékezzünk régiekről. A Kárpát-medence egykori népeinek története és a magyar honfoglalás. Budapest, 1979 (Ricordiamo gli antichi. Storia dei popoli del bacino dei Carpazi di una volta e la conquista ungherese della patria)
- Őstörténetünk. Egy régész gondolatai néppé válásunkról. Budapest, 1981 (La nostra preistoria)
- Számadás népünkről. Budapest, 1986 (Resoconto sul nostro popolo)
- Árpád népe, monográfia. Budapest, 1988 (Il popolo di Arpad)
- Őseinkről. Budapest, 1990 (I nostri antenati)
- Arckép és kézírás. 1–2. Köt. Veszprém, 1992 (Ritratto e monoscritto)
- A Szent László-legenda középkori falképei. Budapest, 1993 (Immagini medioevali su muro della leggenda di San Ladislao)
- A zurói temető. Budapest, 1993 (Il cimitero di Zuro)